# Krisztián Pars
Krisztián Pars [ˈkristiaːn ˈpɒrʃ] (* 18. Februar 1982 in Körmend) ist ein ungarischer Hammerwerfer. Er wurde 2012 Olympiasieger sowie 2012 und 2014 Europameister und zählte zwischen 2008 und 2016 zu den weltbesten Hammerwerfern.

## Sportliche Laufbahn
Erste internationale Wettkämpfe bestritt Krisztián Pars im Jahr 1999 bei den Jugendweltmeisterschaften im polnischen Bydgoszcz, bei denen er mit dem 5-kg-Hammer mit einer Weite von 74,76 m die Goldmedaille gewann. 2001 nahm er an den Junioreneuropameisterschaften in Grosseto teil und siegte auch dort mit dem 6-kg-Hammer mit 69,42 m, wie auch bei den U23-Europameisterschaften 2003 in Bydgoszcz, bei denen er den Hammer auf 77,25 m beförderte. 2004 qualifizierte er sich erstmals für die Olympischen Spiele in Athen, bei denen er auf Anhieb bis in das Finale gelangte und dort mit einer Weite von 78,73 m auf dem vierten Platz landete. Anschließend wurde er beim World Athletics Final in Szombathely mit 79,17 m Zweiter hinter dem Finnen Olli-Pekka Karjalainen.
2005 belegte er bei den Weltmeisterschaften in Helsinki mit 78,03 m den sechsten Platz und erreichte anschließend beim World Athletics Final in Szombathely mit 78,32 m den dritten Platz hinter dem Finnen Karjalainen und Wadsim Dsewjatouski aus Belarus. Im Jahr darauf wurde er bei den Europameisterschaften in Göteborg mit einem Wurf auf 78,34 m Fünfter und erreichte beim World Athletics Final in Stuttgart mit 80,41 m erneut den dritten Platz, diesmal hinter dem Japaner Kōji Murofushi und Iwan Zichan aus Belarus. Bei den Leichtathletik-Weltmeisterschaften 2007 in Osaka wurde er mit 80,93 m Fünfter und musste sich anschließend beim World Athletics Final in Stuttgart mit 78,42 m nur dem Belarussen Zichan geschlagen geben. 2008 qualifizierte er sich erneut für eine Teilnahme an den Olympischen Spielen in Peking, bei denen er diesmal mit 80,96 m im Finale erneut den vierten Platz belegte, ehe er beim World Athletics Final mit 79,39 m Zweiter hinter dem Olympiasieger Primož Kozmus aus Slowenien wurde.
2009 erreichte er bei den Weltmeisterschaften in Berlin mit einem Wurf auf 77,45 m erneut den vierten Platz und blieb damit ein weiteres Mal ohne Medaille bei einem internationalen Großereignis. Anschließend wurde er beim World Athletics Final in Thessaloniki mit 77,49 m Dritter hinter dem Slowenen Kozmus und Igors Sokolovs aus Lettland. Im Jahr darauf gewann er dann bei den Europameisterschaften in Barcelona mit 79,06 m mit Bronze seine erste Medaille im Erwachsenenbereich und musste sich dabei dem Slowaken Libor Charfreitag sowie Nicola Vizzoni aus Italien geschlagen geben. Im Jahr darauf gewann er dann bei den Weltmeisterschaften im südkoreanischen Daegu mit einem Wurf auf 81,18 m die Silbermedaille, wobei ihm nur sechs Zentimeter auf die Siegerweite des Japaners Murofushi fehlten. 2012 siegte er bei den Europameisterschaften in Helsinki mit 79,72 m die Goldmedaille und sicherte sich damit mit über zwei Metern Vorsprung auf den Zweitplatzierten den Titel des Europameisters. Damit qualifizierte er sich auch für die Olympischen Spiele in London einen Monat später, bei denen er sich mit einer Weite von 80,59 m im Finale zum Olympiasieger kürte, womit er nach Imre Németh, József Csermák, Gyula Zsivótzky und Balázs Kiss bereits der fünfte Ungar war, dem dieser Titel zuteilwurde.
2013 nahm Pars an den Weltmeisterschaften in Moskau teil und gewann dort mit 80,30 m die Silbermedaille hinter dem Polen Paweł Fajdek. Im Jahr darauf steigerte er bei den Europameisterschaften in Zürich seine eigene Bestleistung auf 82,69 m, womit er seinen Titel von 2012 erfolgreich verteidigen konnte. Anschließend siegte er auch beim Continental-Cup in Marrakesch mit einer Weite von 78,99 m. Bei den Weltmeisterschaften 2015 in Peking gelangte Pars abermals bis in das Finale, belegte dort aber mit 77,32 m den unbeliebten vierten Platz. Im Jahr darauf qualifizierte er sich bereits zum vierten Mal für die Olympischen Spiele in Rio de Janeiro, bei denen er mit 75,28 m im Finale auf den siebten Platz gelangte.
2017 nahm er an den Weltmeisterschaften in London teil und schied dort mit 74,08 m erstmals in seiner Karriere in der Qualifikation aus. Im Jahr darauf wurde er positiv auf die Einnahme von Kokain getestet und daraufhin bis 2019 gesperrt. Nach Ablauf seiner Sperre nahm er 2019 gleich wieder an den Weltmeisterschaften in Doha teil, schied aber auch dort mit einer Weite von 73,05 m in der Qualifikation aus.
Krisztián Pars war auch auf nationaler Ebene sehr erfolgreich und sicherte sich zwischen 2005 und 2016 jedes Jahr den ungarischen Titel im Hammerwurf. Er wurde lange Zeit vom ehemaligen ungarischen Hammerwerfer und Erfolgscoach Pál Német trainiert, ehe ihn der ebenfalls ehemalige Hammerwerfer Zsolt Németh betreut.

## Doping
2018 gab Pars eine positive Dopingprobe wegen des Konsums von Kokain ab und wurde vom Weltleichtathletikverband (IAAF) ab dem 13. Januar 2018 für eineinhalb Jahre bis zum 12. Juli 2019 gesperrt.

## Auszeichnungen
- Leichtathlet des Jahres: 2007, 2008, 2009, 2011, 2012, 2013, 2014, 2015
- Ungarischer Verdienstorden: 2004 Bronzenes Verdienstkreuz, 2008 Ritterkreuz, 2012 Offizierskreuz
- Ehrenbürger der Stadt Szentgotthárd (seit 2012)